# Ron Shelton
Ronald Wayne Shelton (n. 15 septembrie 1945) este un regizor american și scenarist, cel mai cunoscut pentru realizarea unor filme despre sport.

## Biografie
S-a născut în Whittier, California.
Înainte de cariera sa în domeniul cinematografic a fost jucător de baseball într-o ligă minoră a Baltimore Orioles în perioada 1967 - 1971.

## Filmografie

### Ca scenarist / regizor
- Bull Durham (1988)
- Blaze (1989)
- White Men Can't Jump (1992)
- Cobb (1994)
- Tin Cup (1996) with John Norville
- Play It to the Bone (1999)
- Hollywood Homicide (2003) cu Robert Souza
- Jordan Rides the Bus (2010, TV)
- Hound Dogs (2011, TV)
- Just Getting Started (2017)

### Doar ca scenarist
- Under Fire (1983) cu Clayton Frohman
- The Best of Times (1986)
- Blue Chips (1994)
- The Great White Hype (1996) with Tony Hendra
- Bad Boys II (2003) cu Jerry Stahl, scenariu creat împreună cu The Wibberleys

### Doar ca regizor
- Dark Blue (2002)